# Puymiclan
 Puymiclan  là một xã thuộc tỉnh Lot-et-Garonne trong vùng Nouvelle-Aquitaine phía tây nam nước Pháp. Xã này nằm ở khu vực có độ cao trung bình 85 mét trên mực nước biển.

## Di tích

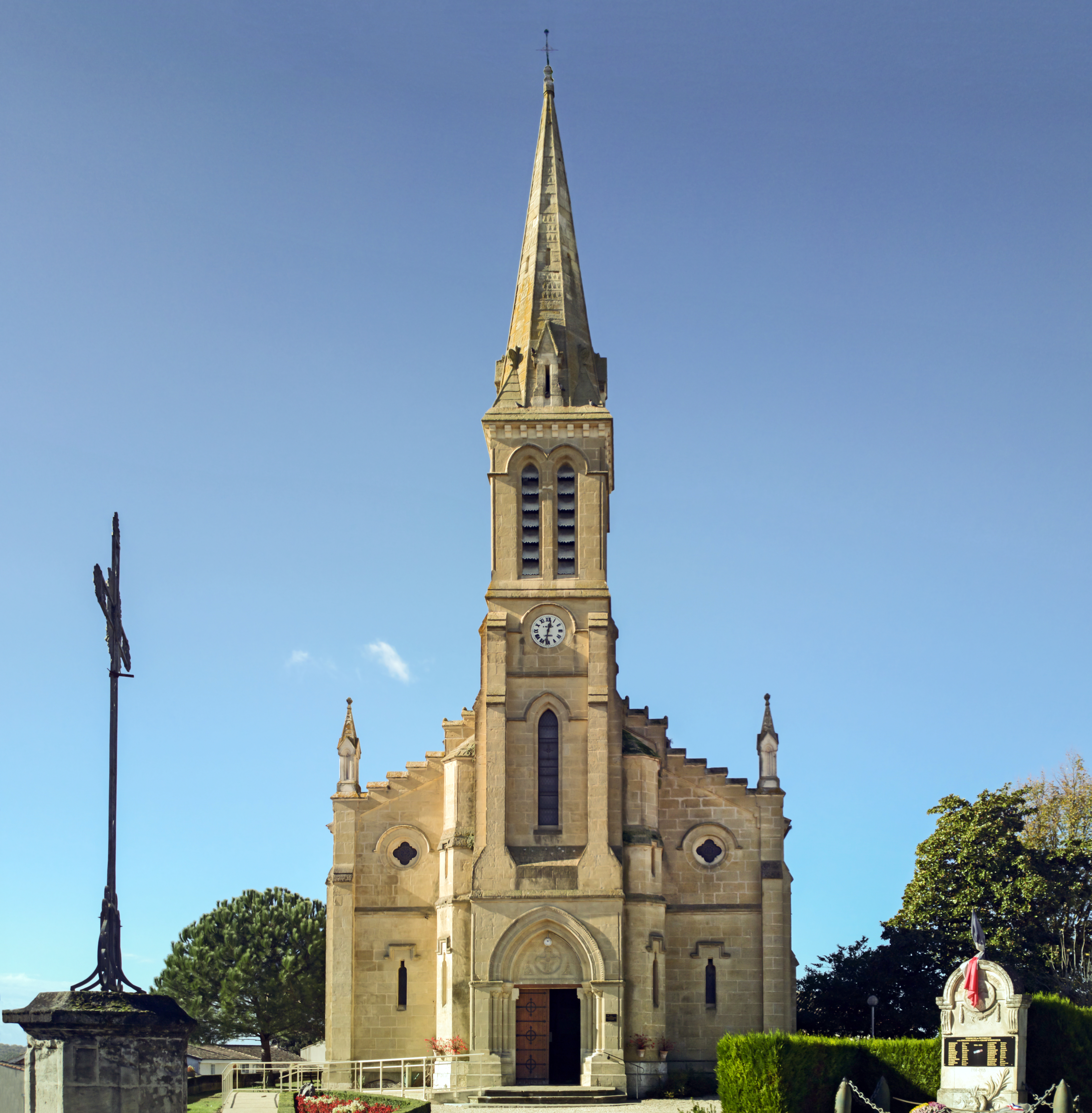
Nhà thờ Notre-Dame-des-Pins
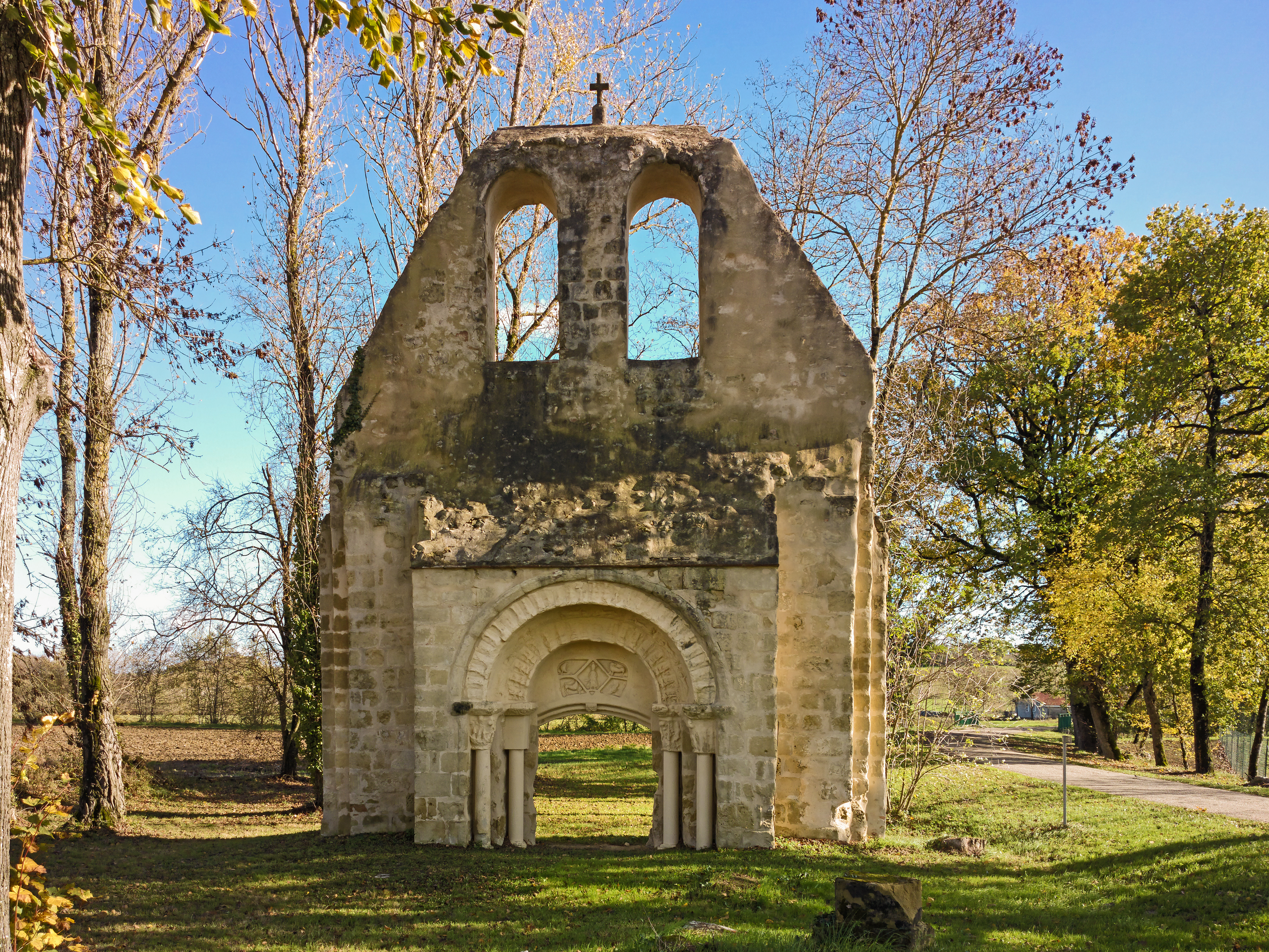
Nhà thờ Saint-Pierre-de-Londres
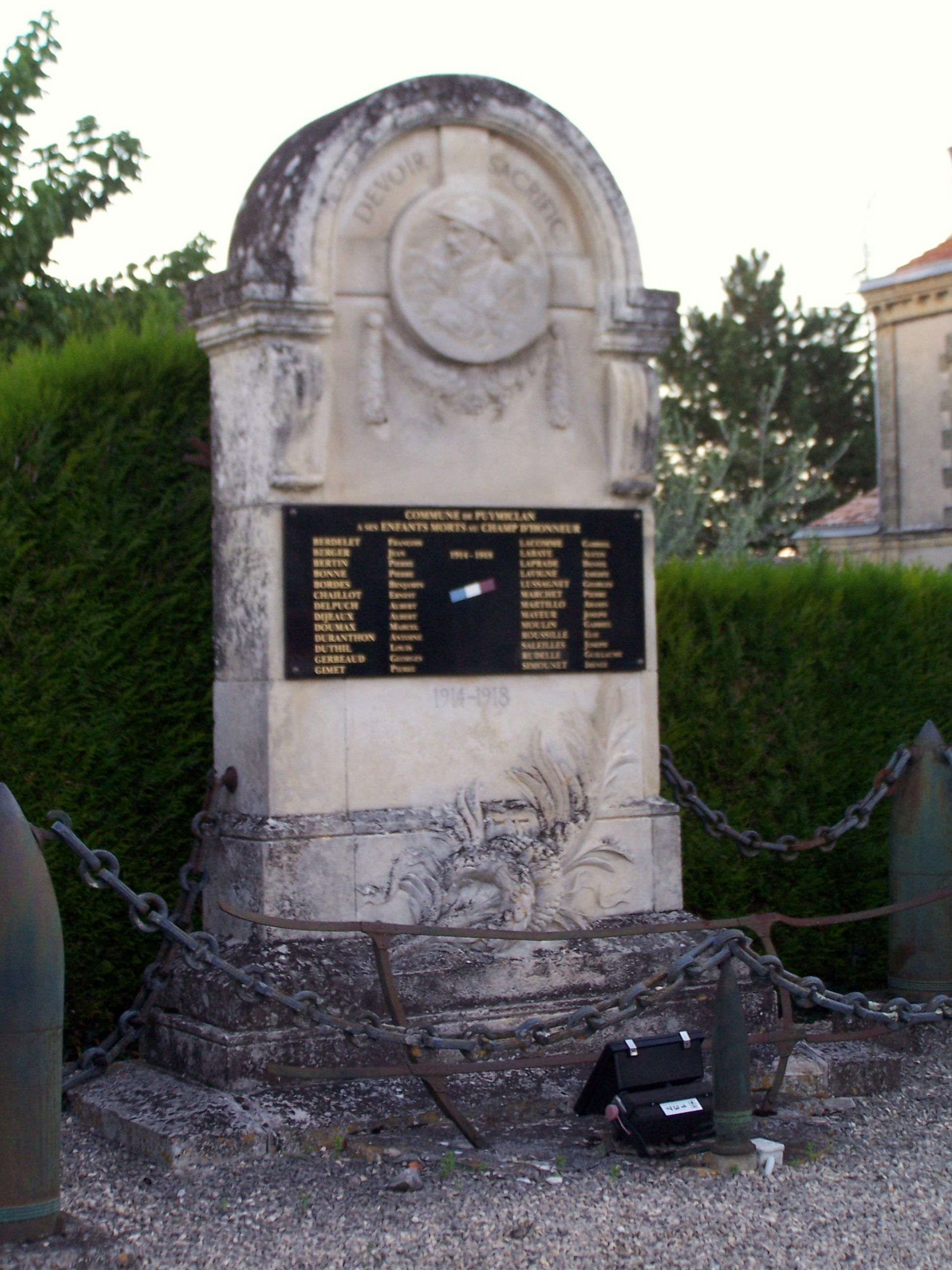
Tưởng niệm chiến tranh.